# Tropidophis taczanowskyi
Tropidophis taczanowskyi là một loài rắn trong họ Tropidophiidae. Loài này được Steindachner mô tả khoa học đầu tiên năm 1880.